# Notoplatylabus birmanicus
Notoplatylabus birmanicus là một loài tò vò trong họ Ichneumonidae.